# Old- und Youngtimer-Museum
Das Old- und Youngtimer-Museum ist ein Automuseum in Baden-Württemberg.

## Vorgeschichte
Die Landesgruppe Südbaden des Deutschen Automobil-Veteranen-Clubs betrieb ab 2005 das Oldtimermuseum des DAVC in Bötzingen. Dietrich Großblotekamp war lange Präsident dieses Vereins. Auf den im Webarchiv gespeicherten Internetseiten der Landesgruppe findet sich letztmals am 29. Mai 2013 ein Abschnitt zum Museum.

## Geschichte
Dietrich Hörmann und Dietrich Großblotekamp übernahmen das Museum und eröffneten es 2013 unter neuem Namen. Anfangs und bis mindestens 2017 war es von April bis Oktober an jedem Samstag geöffnet. Nach neueren Quellen wird es nur noch nach Vereinbarung geöffnet.

## Ausstellungsgegenstände
Das Museum stellt etwa 20 Automobile und 5 Motorräder aus. Einzeln genannt sind Jaguar Mark 2, Jaguar XJS von 1983, Mercedes-Benz W 186 von 1952, ein Coupé von Mercedes-Benz von 1962, Opel Admiral, Opel Olympia, Porsche 911 E von 1972, Praga von 1928 und Tatra von 1932, außerdem ein Triumph Spitfire von 1967.
Daneben werden alte Radios, Musiktruhen, Werbeschilder und Ähnliches ausgestellt.